# Rimae Herigonius
Rimae Herigonius – grupa rowów  na powierzchni Księżyca o średnicy około 100 km. Znajduje się na obszarze pomiędzy Mare Humorum a Oceanus Procellarum na współrzędnych selenograficznych ☾ 13,0°S 37,0°W/-13,000000 -37,000000. Nazwa tego systemu kanałów została nadana w 1964 roku przez Międzynarodową Unię Astronomiczną i pochodzi od pobliskiego krateru Herigonius.